# Sara Anundsen
Sara Anundsen (21 juni 1985) is een tennisspeelster uit de Verenigde Staten van Amerika.
Op vijftienjarige leeftijd speelde Anundsen haar eerste ITF-toernooi in Greenville (VS), in enkel- en dubbelspel – in het dubbelspel, samen met landgenote Kathryn Sell, won zij haar openingspartij.
Anundsen kreeg les aan de Columbine High School, waar ze drie jaar op rij het high school state championship haalde, en samen met Jenna Long werd ze in 2007 NCAA-dubbelspelkampioen.
In 2007 speelde zij eenmalig een grandslamwedstrijd, toen zij samen met Jenna Long een wildcard kreeg voor het damesdubbelspeltoernooi van het US Open.
Haar professionele tenniscarrière was maar van korte duur, in 2007, het jaar waarin ze professional werd, besloot ze wegens blessures en een polsoperatie weer te stoppen.
In 2014 werd ze tenniscoach van het Davidson women's tennis program.

## Resultaten grandslamtoernooien
| Legenda | Legenda                          |
| ------- | -------------------------------- |
| g.t.    | geen toernooi gehouden           |
| l.c.    | lagere categorie                 |
| –       | niet deelgenomen                 |
| G       | uitgeschakeld in de groepsfase   |
| 1R      | uitgeschakeld in de eerste ronde |
| 2R      | uitgeschakeld in de tweede ronde |
| 3R      | uitgeschakeld in de derde ronde  |
| 4R      | uitgeschakeld in de vierde ronde |
| KF      | uitgeschakeld in de kwartfinale  |
| HF      | uitgeschakeld in de halve finale |
| F       | de finale verloren               |
| W       | het toernooi gewonnen            |
| w-v     | winst/verlies-balans             |

### Vrouwendubbelspel
| toernooi        | 2007 |
| --------------- | ---- |
| Australian Open | –    |
| Roland Garros   | –    |
| Wimbledon       | –    |
| US Open         | 1R   |